# Abbaye de Fontaine-Daniel
 (décembre 2024).
Améliorez-le ou discutez des points à vérifier. 
L'ancienne abbaye cistercienne de Fontaine-Daniel est située à Fontaine-Daniel dans la commune de Saint-Georges-Buttavent, dans le département français de la Mayenne et la région des Pays de la Loire. Elle fut fondée au commencement du XIIIe siècle, en 1204, par Juhel III de Mayenne, seigneur de Mayenne, revenu de Terre-Sainte dès 1196. Cette abbaye était pourvue d'une église, détruite après la Révolution française, de la taille de la cathédrale du Mans.

## Origine

### Juhel III de Mayenne
Il s'agissait pour Juhel III de Mayenne d'affirmer son autorité face à ses vassaux et aux seigneurs de Laval dans la forêt de Salair, et de doter sa famille d'une nécropole.
Il la voulut grande et riche, digne des frères de Bernard de Clairvaux, l'apôtre des croisades, auxquels il la destinait. Pour Grosse-Duperon, on peut chercher des motifs moins élevés au choix que Juhel fait des bernardins, il rappelle qu'il maltraitait, en ce temps-là, les moines de l'Abbaye de Marmoutier établis par son aïeul à Mayenne, au prieuré conventuel de Saint-Étienne, qui d'abord avaient été ses protégés et ses amis. À cette époque, il venait de brûler leur couvent.

### Abbaye de Clermont
L'abbaye est fondée sous l'autorité d'un autre monastère cistercien de la région : l'abbaye de Clermont (Mayenne). La famille de Juhel III et les seigneurs de son entourage avaient effectué plusieurs donations à cette abbaye.

### La Herperie
L'abbaye est fondée d'abord à la Herperie (Harperia), près Bourgnouvel sous le titre de Notre-Dame du Clairet.
La Herperie, placée sur la déclivité d'un coteau élevé, en contact avec la forêt de Bourgon, près de la chapelle Sainte-Anne de Bourgnouvel, ne convenait que médiocrement à l'établissement d'une abbaye. La chapelle Sainte-Anne était le but d'un pèlerinage fréquenté, et les foules, qui s'y rendaient plusieurs fois par an, venaient troubler la vie des premiers moines de Clairet.

### La forêt de Salair
Juhel reconnut que le choix de la Herperie n'était pas heureux, et transfèra en 1204 les moines de Clairet sur les rives fertiles et boisées de l'Anvore dans la forêt de Salair en Saint-Georges-Buttavent. L'abbaye ne s'y rend que l'année suivante, lorsqu'on eût préparé une chapelle et quelques bâtiments provisoires.
Juhel III de Mayenne dota cette abbaye des meilleurs biens de sa baronnie de Mayenne. C'est le jour de l'Ascension que les religieux de l'ordre cistercien, prirent possession de l'abbaye le 19 mai 1205.

## Histoire

### Fondation

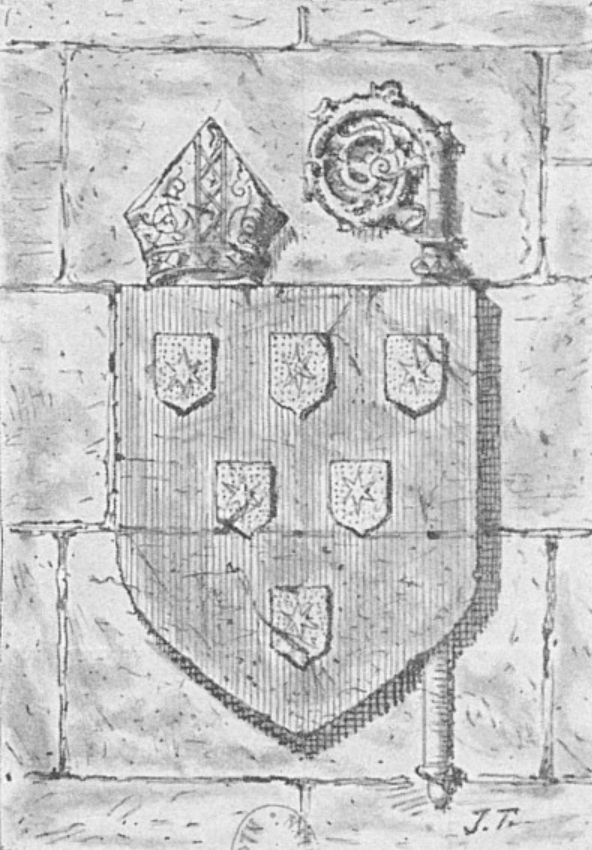
Les armoiries de l'abbaye de Fontaine Daniel, par J. Tessier, architecte à Mayenne (1896).

Le fondateur Juhel III déposa sur l'autel la charte contenant l'énumération des biens de la première dotation. Sans compter les bois de Salert et de Poillé, les biens s'étendaient en Saint-Georges, Contest, Saint-Baudelle, Moulay, Belgeard, Châtillon, Mayenne même, où les moines jouissaient des moulins, Saint-Aubin-Fosse-Louvain, Désertines, et enfin Réville en Normandie. Il y eut échange du lieu de la Herperie que laissaient les Cisterciens, contre d'autres possessions. Le patronage de l'église Saint-Aubin de Fontenay-le-Pesnel, des droits de coutume sur les halles et marchés de la ville de Mayenne, la pêche depuis le pont de Mayenne jusqu'au pont Landry, l'exemption de cens sur les biens des moines dans toute l'étendue de la baronnie, la faculté de défricher les bois de Salert et de Poillé, complétèrent de la part de Juhel de Mayenne la dotation de « son abbaye », c'est ainsi qu'il l'appelait. La famille de Juhel de Mayenne, Hamelin, évêque du Mans (1205), Barthélemy de Vendôme, archevêque de Tours (1206), Philippe II Auguste (1206), Innocent III (1208), confirmèrent cet acte. La fondation de l'abbaye de Fontaine-Daniel est ratifiée par le pape Grégoire IX, en 1226.
L'abbaye est dotée dès l'origine, tant par son fondateur que par divers seigneurs de la contrée, de nombreuses terres et seigneuries, non-seulement dans diverses parties du Maine, mais encore en Normandie et jusqu'en Anjou.
Les cisterciens de l'abbaye de Savigny obtinrent, en vertu d'anciennes concessions à eux faites par les seigneurs de Mayenne, que leurs frères de Fontaine-Daniel ne pourraient construire ni granges ni bergeries ni faire de nouvelles acquisitions au-dessus d'une ligne conventionnelle allant de Saint-Georges à Ambrières.

### Construction
Le monastère se construisait. Isabelle de Meulan avait assigné une rente, de 20 ₶. mancelles sur sa terre de Lassay, pour la construction du dortoir. Juhel III en assura la continuation jusqu'au parfait achèvement, si la donatrice venait à mourir, 1216. Il promit 1 000 ₶ pour l'église et les autres bâtiments. Dreux V de Mello, son gendre, qui lui succéda en 1220, se montra d'abord un peu prévenu contre les moines, mais finit par reconnaître leurs droits, confirma leurs possessions et pour s'acquitter au moment de partir pour la Croisade, en 1231, des 1 000 ₶ promises par Juhel III de Mayenne, céda ce qu'il possédait à La Haie-sur-Colmont. Le monastère put donc s'achever.

### Droit de justice
L'abbaye fut pourvue dès 1243 par Dreux V de Mello, le successeur direct du fondateur, du droit de haute justice sur tous les vassaux qu'elle possédait dans les limites de la baronnie de Mayenne. Bientôt érigée elle-même en baronnie relevant nument du Maine, elle ne tarda à devenir, en même temps qu'une abbaye célèbre au loin par la piété et la charité de ses moines, une des terres féodales les plus considérables du Maine.
La consécration solennelle de l'église de Fontaine-Daniel fut faite en 1243, par Geoffroy de Loudon, évêque du Mans ; et Dreux de Mello et Isabelle de Mayenne confirmèrent à cette occasion toutes les donations que l'abbaye avait reçues précédemment.
Isabelle de Mayenne, veuve, ratifia encore, en 1249, tous les dons de Juhel, son père, ceux de son premier mari, ainsi que les siens. « Devenuee, veuve de Dreux de Mello, trop tôt décédé, et guidée par une pieuse pensée, j'ai confirmé à l'abbé et au couvent de« Fontaine-Daniel, toutes les donations qu'ils tiennent de Juhel, mon père ». Elle donne l'année de sa mort un muid de froment de rente, livrable au château de Mayenne. Ce grain devait servir à la nourriture du moine qui célébrerait la messe, qu'elle fondait à perpétuité, dans l'église du monastère, pour le salut de son âme.
L'abbaye n'est d'abord, au milieu d'une grande prospérité temporelle, constituée que des religieux partageant leur temps entre la prière, le travail et l'aumône
La charte que Dreux V de Mello fit rédiger est caractéristique de la législation de cette époque. Comme tribunal son sénéchal eut l'auditoire de Mayenne, jusqu'en 1658, puis le sien propre ; enfin en 1678, dans le nouveau palais de justice de Mayenne.
Les dons, les fondations, les anniversaires continuèrent d'affluer pendant le siècle qui suivit l'achèvement du monastère.

### Guerre de Cent Ans
Une période troublée arrive par la suite pour l'abbaye: les dangers qu'elle court pendant la guerre de Cent Ans et l'occupation anglaise. La guerre de cent ans et plus tard la Ligue, par les ravages qu'elles firent et les désordres qu'elles favorisèrent, vinrent jeter le trouble dans la vie des moines de Fontaine-Daniel.
Au commencement de la guerre de Cent Ans, Jean II le Bon lui accorde des lettres de sauvegarde et d'autres privilèges que confirme Charles V le Sage.
Puis vient l'occupation de la région par les Anglais, on voit l'abbaye recourir, moyennant finance, à la protection anglaise, et les moines traiter :
- avec Jean de Lancastre[13], comte du Maine et Thomas Montagu, comte de Salisbury (28 août 1425)[n 1].
- avec John Fastolf (juin 1427)[12].

Tous les trois mois, le monastère devait obtenir une prorogation de la sûreté qui lui était accordée et acquitter un droit qui variait, suivant le nombre des personnes et l'importance des biens protégés : en le percevant, l'officier anglais remettait des certificats « de ligeance », qu'on nommait « bulleltes».
En 1431, Jeanne de Laval, fit bâtir le chœur de l'église abbatiale, qui est béni dans le cours de la même année, par Adam Châtelain, évêque du Mans. L'abbé Guillaume du Verger ne peut aller en Bretagne qu'en prenant un sauf-conduit. Deux autres voyages qu'il lit l'année suivante lui coûtèrent chacun le même prix (Le salut d'or équivalait à 28 sous 4 deniers tournois). des Anglais de Mayenne, 1433.

### La lutte pour la commende
Vers l'année 1447, Jean Goulu ou Goulier, religieux Bernardin, avait remplacé Mâcé Couailler, comme abbé régulier de Fontaine-Daniel ; mais il fallut s'en débarrasser et lui retirer la supériorité. Goulu était resté en charge pendant quatorze ans.
Les règlements de l'Ordre de Citeaux réservaient au chapitre général la nomination des abbés des monastères de l'ordre. Malgré ses efforts, il ne put arriver à maintenir ce privilège et dut subir la commende, qui fut chez les cisterciens, de même que pour les autres ordres, une cause de troubles et souvent de ruine : l'esprit religieux disparut de la plupart des couvents. C'est cette introduction sous le règne de Louis XI des abbés commendataires dans les abbayes, qui sera à l'origine de la période la plus critique de l'abbaye. Les moines employèrent pour se défendre contre l'envahissement des séculiers commendataires les armes et les procédés dont on usait contre eux.[réf. nécessaire]

#### François Cherot
L'abbé Jean Goulu avait été déposé par le chapitre de l'ordre de Cîteaux et remplacé vers 1460 par François Cherot, profès de Fontaine-Daniel. Pour se venger des mesures rigoureuses que l'ordre de Citeaux avait prises contre lui, Goulu s'entendit avec l'évêque d'Angers, Jean II de Beauvau. Goulu voulait échapper autant que possible aux conséquences de sa déposition, et la résignation près du Saint-Siège était une manœuvre qui devait permettre au pape de pourvoir l'abbaye d'un nouveau chef, arrière de Citeaux. Par ailleurs, de Beauveau avait l'assurance que l'appui du loi ne lui manquerait pas pour arriver à ses fins.
En 1463, l'évêque d'Angers, Jean II de Beauvau, est nommé grâce à la faveur royale de Louis XI abbé commendataire de Fontaine-Daniel, avait voulu aller prendre possession de l'abbaye, il l'avait trouvée occupée, à l'instigation de François Cherot, l'abbé régulier, par une troupe de gens armés qui lui en avaient fermé l'entrée. C'était un véritable scandale dont la commende avec les compétitions qu'elle suscitait était l'unique cause. L'emprisonnement de Cherot par de Beauveau ouvrait la série des méfaits du prélat vis-à-vis de l'abbaye de Fontaine-Daniel.[réf. nécessaire]
À la destitution de Beauveau, l'évêque du Mans eut quelques velléités de réclamer des droits sur le temporel de l'abbaye, peut-être d'en obtenir la commende, après de Beauveau ; « mais quand il eut été informé des statuts et privilèges de l'Ordre de Cîteaux, il s'en départit ». Les concessions de la Cour de Rome lors du retour de Jean II de Beauvau firent penser à François Cherot que la lutte devenait dorénavant impossible. Le pape venait de relever de ses censures Jean II de Beauvau le 20 mars 1476.

#### Jean Courtin
Les religieux de Fontaine-Daniel écrivirent à Citeaux et proposèrent de remplacer le moine démissionnaire par Jean Courtin, que le chapitre accepta. Le pape confirma celle nomination et, « en tant que métier estoit, fist provision à Courtin de lad. abbaye ». Jean Courtin fut désigné par la communauté aux supérieurs de Citeaux qui l'agréèrent. Jean Courtin défendit avec ardeur ses droits et ceux des religieux qui l'avaient élu, contre Jean II de Beauvau qui voulaient obtenir l'abbaye en commende.
Pendant ce temps, de Beauveau s'était empressé de venir prendre possession de Fontaine-Daniel et y avait installé un vicaire et un procureur. Sa première visite fut onéreuse au monastère. Il fit acte de possession lors de sa première visite au monastère en le dépouillant l'église de ce qu'elle avait de plus précieux.
La compétition devait se renouveler avec des conséquences plus fâcheuses encore en 1477 entre Jean Courtin et le même Jean de Beauvau. Puis en septembre 1477, ce fut Jean Courtin qui résolut de se mettre lui-même en possession de l'abbaye. Il est éconduit par les religieux mis en place par l'évêque d'Angers. Courtin « se transporte devers le roi et requiert avoir provision de faire exécuter sa bulle de confirmation ».
Sa requête est écoutée et des lettres royales ordonnent aux juges « de Maine » de le mettre en possession. Ceux-ci désignent le sergent Jean Rousseau pour assister le nouvel abbé. Courtin ne procéda au même acte que Beauveau qu'après s'être muni par surcroît de bulles pontificales, visées à la chancellerie royale au mois de septembre 1477. Il entra manu militari, car les partisans du commendataire étaient résolus à lui défendre l'entrée. Courtin se rendit à son tour à Fontaine-Daniel à la tête d'une vingtaine d'hommes d'armes, et, trouvant la porte fermée, y entra à main armée et par escalade. La porte du monastère leur est fermée, par ordre de Le Febvre et de Rogier ; mais quelques-uns des gens de l'escorte tournent la place, escaladent les murailles, durant qu'on parlemente et viennent ouvrir à leurs compagnons. Courtin victorieux fait son entrée au couvent et les religieux le reconnaissent pour abbé. Les meubles et objets mobiliers, qui appartiennent au commendataire et à son vicaire Le Febvre, sont saisis ; Rousseau arrête même momentanément ce dernier.[réf. nécessaire]
À l'annonce de cette prise par l'abbé régulier, de Beauveau s'adressa à son tour au roi. Il obtint qu'il fût déclaré que celle-ci enfreignait les Ordonnances. L'évêque expédia à l'abbaye le sergent Jean d'Anjou, pour « signifier sa sauve-garde, (disant) que on ne procédait contre lui par bulle apostolique ». Beauvau riposta en envoyant à l'abbaye le sergent-royal, Jean d'Anjou, chargé de faire valoir ses droits mais celui-ci, loin d'y parvenir après avoir été fort maltraité, fut fait et gardé prisonnier. Pendant ce temps-là, Courtin, échappé aux voies de fait de Jean d'Anjou, s'était empressé de se porter appelant des lettres du roi et d'obtenir son ajournement d'appel, « car il aimait mieux, disait une pièce de l'instruction, perdre l'abbaye, que d'en avoir autant que Cherot ».
Une action judiciaire allait donc s'ajouter encore aux précédentes, mais de Beauveau, envoya en octobre 1477 « sept à huit vingt hommes, gens d'armes. Ils étaient munis de couleuvrines et firent une brèche dans le mur de l'église. Les hommes d'armes prirent l'abbaye d'assaut après un siège en règle, non sans y causer les plus grands dégâts, et blessant mortellement plusieurs religieux. Ces différents épisodes eurent lieu coup sur coup pendant l'automne de 1477. Il ne s'agissait plus d'une prise du monastère à main armée ; c'était un pillage.
Profitant du désarroi et du tumulte qui suivirent cette attaque, Courtin réussit à se cacher dans les bois. Ces faits donnèrent lieu à un autre procès, qui vint se greffer sur les premiers. Sur ces faits, une sentence d'excommunication de la cour de Rome vint frapper Courtin. Le pape déclarait que la bulle rétablissant de Beauveau dans tous ses droits comprenait la commende de Fontaine-Daniel. Pour Grosse-Dupéron, l'auteur de cette perturbation prolongée était Louis XI. Jean de Beauvau étant mort le 23 avril 1479, Jean Courtin se fit pourvoir à nouveau avec les formules les plus explicites contre toutes les revendications.

#### Lancelot du Fau
Jean Courtin comptait sans un autre concurrent. N. Penhouët, oncle de la femme du maréchal Pierre de Rohan-Gié, qui obtint provision et résigna aussitôt à Lancelot du Fau, qui, à son tour, s'empara de la maison abbatiale et s'y retrancha. Il est vrai que peu après, poursuivi avec son père et Adam Fumée par la justice du roi Louis XI et craignant de perdre autre chose que son bénéfice, il quitta la place et se réfugia à Rome.
Il fallut avoir recours à Rome car on se demandait si Courtin pouvait légitimement se dire alors abbé de Fontaine-Daniel : la prise de possession lui avait donné le droit d'administrer l'abbaye et d'en toucher les revenus ; mais il pouvait toujours être inquiété. Des personnes doutaient de la validité de ses lettres de provision, et, par suite, de la régularité de son installation. L'abbé se rendit à Rome et s'adressa au pape Sixte IV, qui le tranquillisa. Ces termes ne parurent pas encore suffisants à Courtin. Courtin soumit ses nouvelles inquiétudes au Saint-Siège. Sixte IV répondit à sa supplique par une bulle en date du 6 des calendes de juin 1479.
Courtin put rentrer à l'abbaye, appuyé par Pierre II de Bourbon, seigneur de Beaujeu, et comme Lancelot du Fau avait emporté les titres, il alla les reprendre dans la maison de son adversaire. Après la mort du roi Louis XI en 1483, Lancelot du Fau rentra en France, fit de nouveau irruption dans l'abbaye, menaçant de mort l'abbé. Sans perdre courage, Jean Courtin revint avec une troupe. Un des envahisseurs de l'abbaye fut saisi au moment où il préparait un nouveau coup de main, conduit à Mayenne, condamné et pendu.
Jean Courtin put jouir depuis, en paix, de son bénéfice jusqu'à sa mort, arrivée le 13 avril 1499. Il vécut au milieu des religieux.
Un des effets immédiats de ces scandales fut la diminution du nombre des religieux de Fontaine-Daniel.
« « Par lui, l'abbaye est demeurée à totale diminution, tellement que, où souloient être vingt-quatre religieux, ne sont pas plus de douze à treize. »
René d'Alençon, sur De Beauveau »

## XVIesiècle
Le XVIe siècle est à nouveau trouble pour l'abbaye. Ce sont d'abord de nouvelles compétitions entre les abbés élus par les moines et les abbés commendataires; puis, dans la seconde moitié du XVIe siècle, des procès continuels entre les abbés et les moines, tantôt à l'occasion des revenus de l'abbaye que les premiers essayaient de s'attribuer exclusivement au préjudice de ces derniers, tantôt au sujet du nombre des religieux que les abbés s'efforcent de diminuer le plus possible.
Matthieu (ou Macé) Petiot devient abbé régulier à la mort de Courtin. Moine de Fontaine-Daniel, il était déjà pourvu de l'abbaye de l'Epau, près le Mans, où les affrontements entre lui et l'abbé commendataire sont violents. À Fontaine-Daniel, la lutte recommença, vers 1523, après le décès de Macé Petiot. Les moines de Salair persistent à repousser la commende et procèdent toujours à des élections d'abbés. Trois compétiteurs sont en présence et briguent alors l'abbatiat : Pierre Cordier, le commendataire, docteur en décret, conseiller du roi en son grand conseil, prieur de Saint-Gilles ; un religieux, du nom d'Ambroise de Mondot, qui prétend, être le maître de l'abbaye ; et un autre religieux, Michel Le Fevre, que les moines ont choisi. Il y eut d'orageuses protestations à l'occasion de la prise de possession du commendataire Cordier. Michel Le Fevre, le régulier, entreprit de se maintenir contre Pierre Cordier, malgré les déboires qu'il éprouvait et le souvenir des problèmes de ses prédécesseurs.

### Les différends
Le Parlement de Paris délégua, en août 1528, deux juges commissaires, Nicolas Quelain et Brachet, pour l'instruction des différends qui existaient entre l'abbé commendataire et l'abbé régulier. Il y a apparence que la Cour donna gain de cause au premier, car le second, trois mois plus tard, tenta d'obtenir du Saint-Siège des bulles de provision, par l'intermédiaire d'un banquier en Cour de Rome Jean de Bardi, marchand banquier à Tours, auquel Michel Le Fevre s'adressa pour se procurer les bulles dont il avait besoin. Des conventions intervinrent entre eux et furent rédigées par Jean Bellangier, licencié ès-lois, notaire juré en la cour royale du Mans, le 5 novembre 1528.
Michel Le Fevre ne réussit pas. En abandonnant ses droits à Le Fevre, Ambroise de Mondot s'était réservé la jouissance de la Baronnie de Réville. L'abbé commendataire Pierre Cordier se vit obligé d'entamer avec ce second prétendant un procès qui dura plusieurs années.

### La réforme

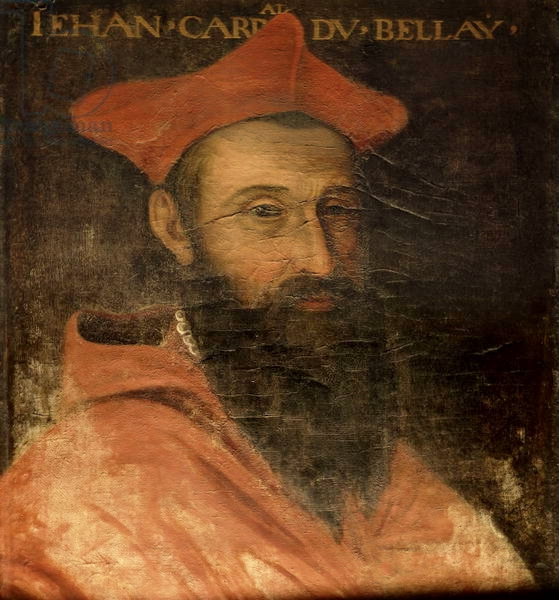
Jean du Bellay.

La réforme de l'ordre de Cîteaux dont l'application à Fontaine-Daniel fut confiée en 1549 à l'abbé de Clermont, n'eut pas grand succès.
François de Boislève se fit donner la commende après Pierre Cordier, à la fin de la première moitié du XVIe siècle. Son prédécesseur avait eu des difficultés avec les moines de l'abbaye : il plaida lui-même contre eux, en 1550. On trouve parmi ses adversaires : frère Nicolas Richard, prieur, frères Guillaume Postel, Robert de Mondot, Jean Augier. Il abandonna son bénéfice, peut-être à la suite de son procès.
Fontaine-Daniel ne cessera désormais d'être la proie des favoris du pouvoir, des abbés commendataires. Les commendes étaient devenues générales depuis le concordat de François Ier. En 1550, ou au commencement de 1551, l'officier de justice Peschard, écrivait à Antoinette de Bourbon, veuve de Claude de Lorraine, marquis de Mayenne, duc de Guise, pour l'engager à solliciter la commende de Fontaine-Daniel, en faveur d'un de ses enfants. Les projets de Peschard n'eurent pas de suite, et l'abbaye fut donnée en commende à Jean du Bellay, évêque du Mans, cardinal-prètre du titre de Sainte-Cécile.
Les moines avaient profité du départ de Jean du Bellay pour Rome et élu frère Étienne comme abbé régulier (1558). Ce choix ne fut qu'une protestation vaine contre la commende, on peut dire le dernier effort fait par les religieux pour s'y soustraire.

## La commende

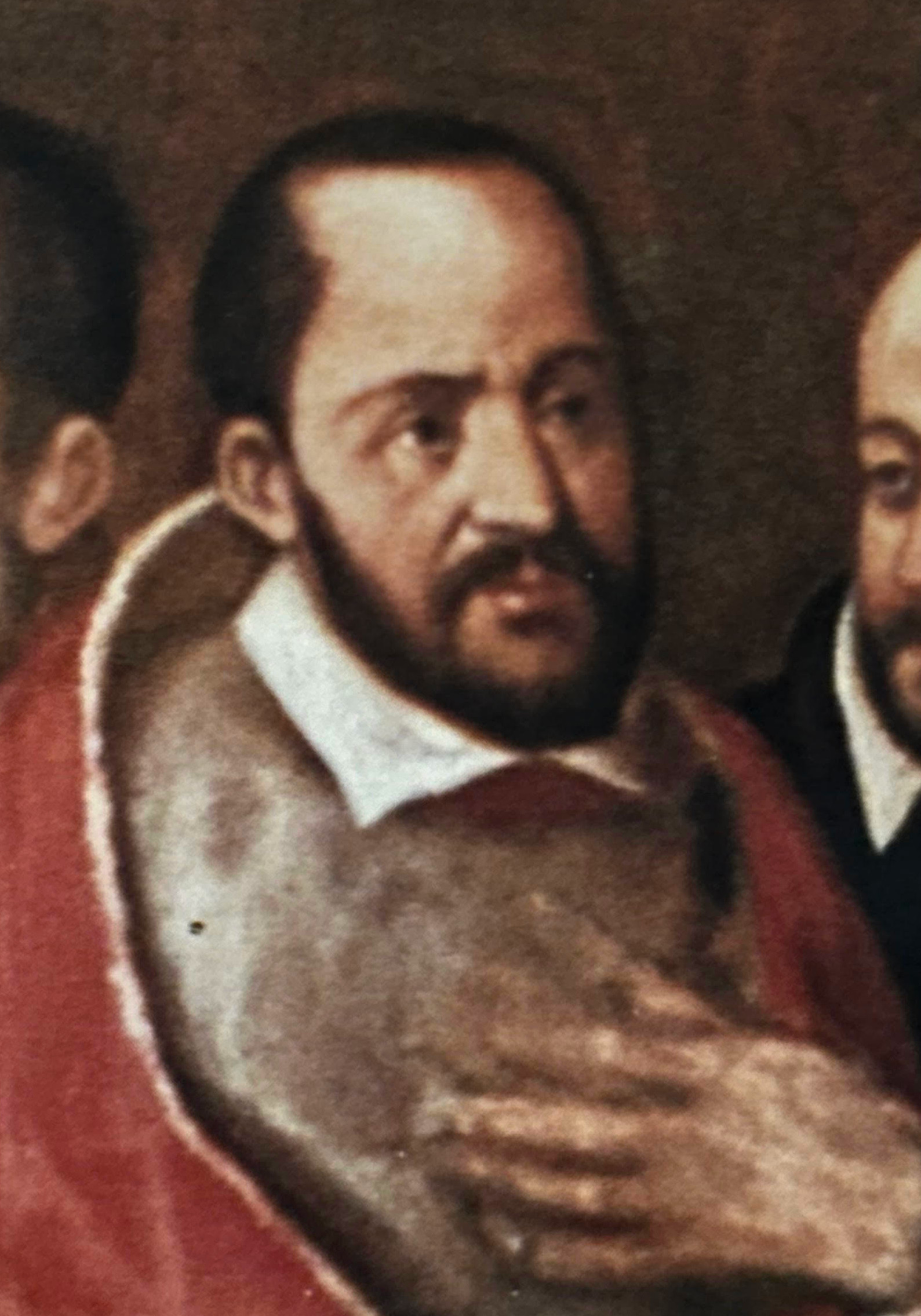
Giovanni Antonio Cardinal Serbelloni.

Les successeurs de Jean du Bellay, oublieront également que les revenus de l'abbaye ne sont pas ceux de leur domaine propre, mais qu'ils appartiennent à l'Église. L'abbaye fut sans cesse accordée à la faveur royale, et le nom du postulant, sa parenté, ses protections comptèrent toujours plus. Ainsi, Giovanni Antonio Serbelloni voulût en tirer un revenu excessif, en abusant de ses droits d'abbé, en ne laissant aux religieux que des secours infimes et tout à fait insuffisants. Pour réduire encore les dépenses du couvent, il visa à diminuer le nombre des novices. L'Ordre de Cîteaux s'y opposa. Un des pères réformateurs, choisi par celle abbaye, se rendit à Salair en 1561 ou 1562 pour statuer par ordonnance. Le Parlement confirma cette ordonnance par arrêt du 1er août 1561. Serbelloni ne tint aucun compte de l'arrêt. Les religieux, ne pouvant rien obtenir ni de lui, « ni de ses procureurs, facteurs et fermiers », en étaient réduits à saisir les revenus de l'abbaye à chaque échéance. Des oppositions furent formées par l'abbé, qu'un nouvel arrêt du Parlement déboula de ses prétentions le 22 mars 1562. Bernardin de Saint-François succéda à Serbelloni. Il résignera sa charge d'abbé de Fontaine-Daniel douze ans avant sa mort, dès 1570, en se choisissant pour successeur Jean de Morderet, écuyer, sur l'indication, semble-t-il, de Louis Garnier, religieux de la Congrégation de Saint-Maur, son ami et son procureur.
De Morderet prit possession du monastère le 4 juin 1571. Jean Orry, prêtre, religieux, eut ensuite la commende, en 1573.
Un des abus coutumiers aux commendataires consistait à faire réduire arbitrairement le nombre des religieux des monastères. Quelque temps avant l'arrivée d'Orry, l'abbé de Clairvaux, père des bernardins, réglait par son ordonnance du 24 août 1572, qu'il y aurait à Fontaine-Daniel 25 religieux.
Jean Orry obtint de Guillaume Paineau, abbé de Villeneuve, vicaire général des abbés de Clairvaux et de Cîteaux, lors de sa visite aux abbayes de la Mayenne, en 1575, qu'il « ne serait entretenu que dix-huit religieux en l'abbaye de Notre-Dame de Fontaine-Daniel ». Les moines se firent autoriser, par arrêt du Parlement, à remettre en vigueur le premier règlement de l'abbé de Clairvaux. Dès que cette décision fut connue d'Orry, il en sollicita l'annulation et obtint que la sentence précédente fût rapportée. En réduisant à 18 les moines, Guillaume Paineau avait agi comme « frère visiteur et réformateur ». Ceux-ci ne comprirent pas qu'on appelât réforme l'interdiction de se recruter, et continuèrent de recevoir des novices. Jean Orry s'en prit alors à Jean Viel, le prieur, et à Pierre Eveillard, le procureur de l'abbaye. Il supposait que Viel encourageait ces admissions et chercha les moyens de le perdre. L'affaire fut par lui soumise au Parlement, en novembre 1578. L'information fut autorisée le 26 novembre 1578. En cherchant à augmenter le nombre des religieux de son monastère, le prieur montrait selon Grosse-Dupéron plus de zèle que de relâchement. En 1579, l'abbé de Clairvaux vint visiter Fontaine-Daniel, et ordonna qu'il y aurait 20 religieux, dont trois novices. Jean Orry continua néanmoins son procès et le Parlement lui donna définitivement gain de cause le 15 février 1580 : il maintenait l'ordonnance de Guillaume Paineau, qui limitait à 18 le nombre des moines. Les efforts acharnés qui seront faits contre le couvent finiront par avoir raison de sa constance : 100 ans après en 1697, il ne restera que sept religieux au monastère.
Les abbés commendataires pourvoyaient avec une parcimonie excessive aux besoins des moines, et il leur paraissait toujours pénible de subvenir aux réparations qu'exigeaient les bâtiments. De là des réclamations réitérées, des procès sans nombre et sans fin, et l'on peut dire que le désaccord était permanent entre l'abbé commendataire et le couvent.

### Guerres de Religion
Une période troublée arrive lors des guerres de Religion, subissant tour à tour les ligueurs, les royaux et l'étranger, trois soldatesques qui ne ménageaient personne et dont les excès étaient d'égale violence.
Les Anglais, qui étaient les alliés de Henri IV, à la fin de la Ligue, n'eurent, pas plus d'égards vis-à-vis de l'abbaye, avec les maux que lui firent éprouver les troupes de Robert Devereux (2e comte d'Essex) lors de leur passage par cette région.
En 1592, les bandes anglaises venues au secours des protestants français livrèrent l'abbaye au pillage. Au mois de mars, les moines de Fontaine-Daniel avaient été expulsés de leur couvent par les Anglais et s'étaient réfugiés à l'Hôtel-Dieu de Mayenne, dit du Saint-Esprit. Ils y restèrent un mois. La lettre  d'un prieur de Fontaine-Daniel, écrite près d'un siècle plus tard, rappelle les circonstances de cette époque. Un moine de l'abbaye est tué en 1679 par le chef calviniste Benjamin de l'Ile-du-Gast.
À l'issue de la Ligue catholique, les constructions de Fontaine-Daniel, qui avaient souffert, eussent nécessité une restauration presque complète. Le mobilier, pillé ou détruit, était à remplacer. Les métairies, abandonnées sans entretien, demandaient de grands travaux de réfection, et il fallait les garnir de nouveaux bestiaux, car les ligueurs et les royaux n'y avaient rien laissé. Il s'agissait de dépenses considérables à s'imposer, pour faire disparaître les désastres de la guerre civile, et l'abbé et les religieux s'accordèrent moins encore que de coutume, parce qu'il eut été nécessaire de réserver pendant plusieurs années une large part des revenus de l'abbaye, de manière à couvrir ces frais exceptionnels. En somme, on n'y consacra que quelques centaines de livres, et lorsque le plus urgent eut été fait, l'abbé commendataire refusa d'en entendre encore parler.

### Du Bellay
La famille du Bellay traita avec Orry de la résignation de l'abbaye, en faveur d'un de ses membres, pour une somme d'argent. Il y consentit « se munere abdicavit », dit le Gallia Christiana, et fut remplacé par René du Bellay. Les autres abbés commendataires, qui vont se succéder, sont tous plus ou moins qualifiés et cumulent généralement les bénéfices.

### Deux menses
La commende était alors aux mains de René du Bellay, et les moines jugèrent à propos de temporiser les besoins financiers nécessaires pour restaurer l'abbaye, pour ne pas se heurter aux grandes influences dont il disposait. Une occasion propice de sortir de l'état précaire dans lequel ils vivaient, leur parut arrivée, lors de la nomination de l'abbé commendataire Antoine Du Pont. Ils sollicitèrent le partage des biens de l'abbaye : c'était une mesure extrême qu'ils avaient tardé à prendre, dans l'espoir d'être gouvernés par des abbés réguliers, qui eussent ramené la paix et l'ordre. Un arrêt du Conseil du roi, du 5 septembre 1608,
ordonna que le temporel de l'abbaye de Fontaine-Daniel serait partagé en deux menses d'égale valeur :
- l'une pour l'abbé ;
- l'autre pour les religieux[40].

Ce devait être une séparation définitive.
En conformité de cet arrêt, deux lots furent dressés par les soins des moines : le choix en était à l'abbé. L'abbaye proprement dite et tous les bâtiments, cours, jardins, etc. qui étaient dans son enclos, n'entraient pas en partage : ils avaient été désignés, par l'arrêt du Conseil, pour l'habitation et l'usage de l'abbé et du couvent.
À chaque mutation d'abbé, on dressait un état des possessions de la mense abbatiale, et le dernier titulaire ou ses héritiers devaient au successeur une indemnité suffisante, pour faire les réparations et les travaux qui avaient été omis : il en était toujours dû, car les abbés n'en exécutaient qu'à regret. L'acquit de ces dédommagements s'effectuait mal, si l'on en croit cette note du temps : « Bouhier n'a pu tirer de son prédécesseur, pour défaut de réparations, que mille livres. Ce prédécesseur n'avait rien pu tirer des autres. »
Il y eut des procès, et Claude Bouhier de Lantenay, l'un des successeurs de du Pont, plaidait encore contre les moines, en 1732. Des transactions et des arrêts intervinrent et peu à peu les difficultés, qui étaient la suite du partage, finirent par être réglées, autant que cela se pouvait entre parties difficiles à contenter, toujours prêtes à reprendre la lutte et ne vivant jamais sans un grief pendant ou quelque droit méconnu.
À Fontaine-Daniel, comme dans tant d'autres couvents, il était alloué des gages aux moines qui étaient pourvus d'offices, et que ces allocations figuraient au partage. Parmi les charges communes aux deux menses, on a noté la nourriture et l'entretien des enfants exposés. Il n'était pas nécessaire qu'il y eût « exposition de part » pour recevoir des secours de l'abbaye. Le juge de Fontaine-Daniel les accordait à la nourrice du bâtard, né d'une fille dans le dénuement, et la procédure qu'il accueillait dans ce cas semble tellement simple et rapide qu'on pourrait la qualifier de charitable. Les bois de Fontaine-Daniel avaient été laissés dans l'indivision entre les deux menses.

### Échanges avec Mazarin

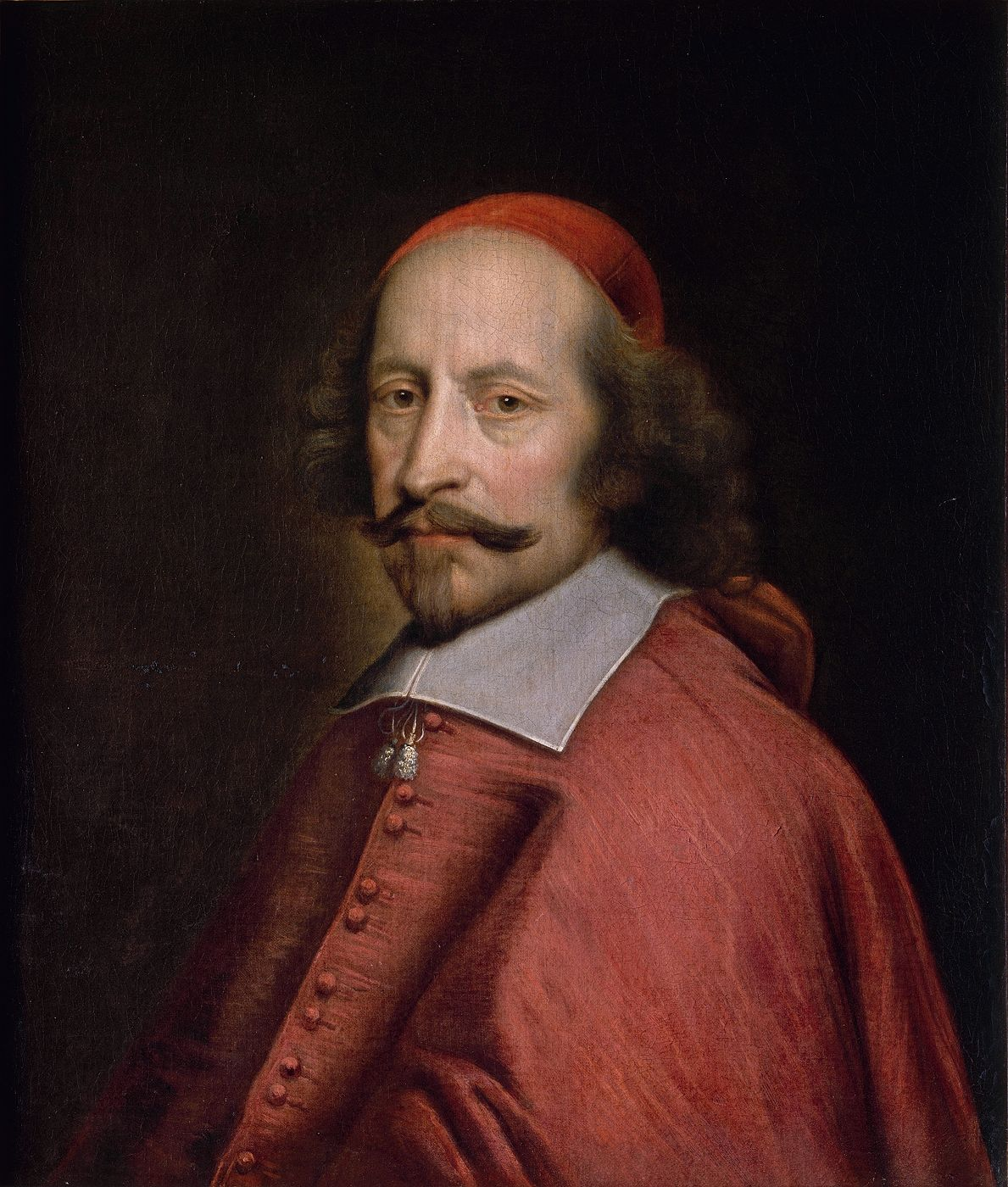
Jules Mazarin par l'atelier de Pierre Mignard
1658-1660, Chantilly, musée Condé

Après son achat du Duché de Mayenne en 1654 à Charles II de Mantoue, le cardinal Jules Mazarin, est désireux de racheter les biens et les droits que l'abbaye de Fontaine-Daniel possédait dans la ville de Mayenne et aux environs. Il pria en 1658, François Le Veneur, alors abbé commendataire, de se prêter à un échange et lui fit à cet égard des propositions qui furent acceptées. 
Le partage en deux menses de 1608, ayant seulement une valeur attributive de jouissance, ne permettait pas à l'abbé d'agir, sans le concours du prieur et des religieux, et Le Veneur demanda à ceux-ci d'entrer dans les vues du nouvel acquéreur du duché. Ils le firent gracieusement, et accordèrent l'autorisation d'aliéner qui était désirée avec une condition. Jean-Baptiste Colbert, administrateur de la fortune de Mazarin, qui s'occupait de l'affaire, accepta cette obligation, puisqu'elle contribuait à l'extension souhaitée du domaine du duché. Pierre III Henry, abbé de Clairvaux, approuva en principe, par acte du 25 mai 1658, les projets d'échanges qui lui furent soumis. Robert de Campans, bourgeois de Paris, procureur de François Le Veneur, céda, à titre d'échange, au cardinal de Mazarin, que représentait Jean-Baptiste Colbert, les biens et droits concernés.
En contre-échange, le cardinal de Mazarin prenait vis-à-vis de l'abbé plusieurs engagements. Le prieuré de Notre-Dame de Fontaine-Géhard était crédirentier sur l'abbaye de Fontaine-Daniel. Enfin, pour donner une valeur complémentaire et fournir ainsi l'équivalent des biens qu'on lui abandonnait, Mazarin s'obligeait à présenter à son co-échangiste, pour les faire siennes, « des terres en fiefs ou « rotures, d'un revenu annuel de seize cent cinq livres dix-huit sols, par an ». Telles étaient, dans leurs parties essentielles, les conventions des échangistes. Elles appelaient une mise à exécution, qui n'eut pas lieu Le contrat laissait à l'abbé de Fontaine-Daniel une sorte d'option dont il put user, et la mort du cardinal Jules Mazarin, qui survint peu de temps après, facilita à François le Veneur une résistance, qu'il ne se serait sans doute pas permise auparavant. À défaut d'acceptation des immeubles présentés, le contrat d'échange devait être considéré comme nul ; mais les ducs de Mayenne eurent trop d'intérêt à conserver les biens cédés, pour consentir à s'en dessaisir. Ils les gardèrent, en continuant, chaque année, le service de la rente de 1 605 livres 18 sous. En 1789, Louise d'Aumont, duchesse d'Aumont la payait encore à l'abbé.
Le contrat d'échange entre le cardinal et les moines fut passé à Fontaine-Daniel, dans la salle capitulaire, le 25 novembre 1658. Louis Berryer, seigneur d'Enfernel, représentait le duc de Mayenne. Tous les prêtres du couvent donnèrent leurs signatures.
Les Grands-Moulins de Mayenne étaient loués 800 livres par an. Presque en contact avec les murailles du château de Mayenne, leur acquisition était avantageuse, ne fut-ce qu'à raison du voisinage« Les moulins, dits les Grands-Moulins, au nombre de quatre, situés sur la grande rivière de Mayenne, au-dessous du pont, ensemble le petit moulin du château », furent loués, le 14 décembre 1661, pour 1 500 livres de fermage annuel. Colbert avait en vue d'y trouver une place pour un moulin à papier. Il y renonça, en présence des difficultés qui surgirent aussitôt entre lui et les moines, dans l'exécution de l'échange, et en établit un en face de ces Grands-Moulins, à Boyère, sur la rive gauche de la Mayenne. Cette industrie ne réussit pas du reste, et l'on utilisa les bâtiments du moulin à papier pour l'installation d'une tannerie, qui a subsisté jusqu'à la construction des quais de la rivière, en 1862. Les moulins de Saint-Baudelle et de Chorin rapportaient 310 livres par an. Des tentatives réitérées furent faites afin d'obtenir des moines qu'ils acceptassent des biens en quantité suffisante pour leur donner, en immeubles, le revenu de dix-neuf cents livres, promis par l'acte du 25 novembre 1658. Le cardinal, pas plus que Armand-Charles de La Porte de La Meilleraye, son successeur, n'y parvinrent. Les religieux ne prenaient pas moins souci de la dignité de la baronnie de Fontaine-Daniel, que leur abbé, et ne purent se résoudre à introduire dans son domaine les biens en roture qu'on leur proposait.

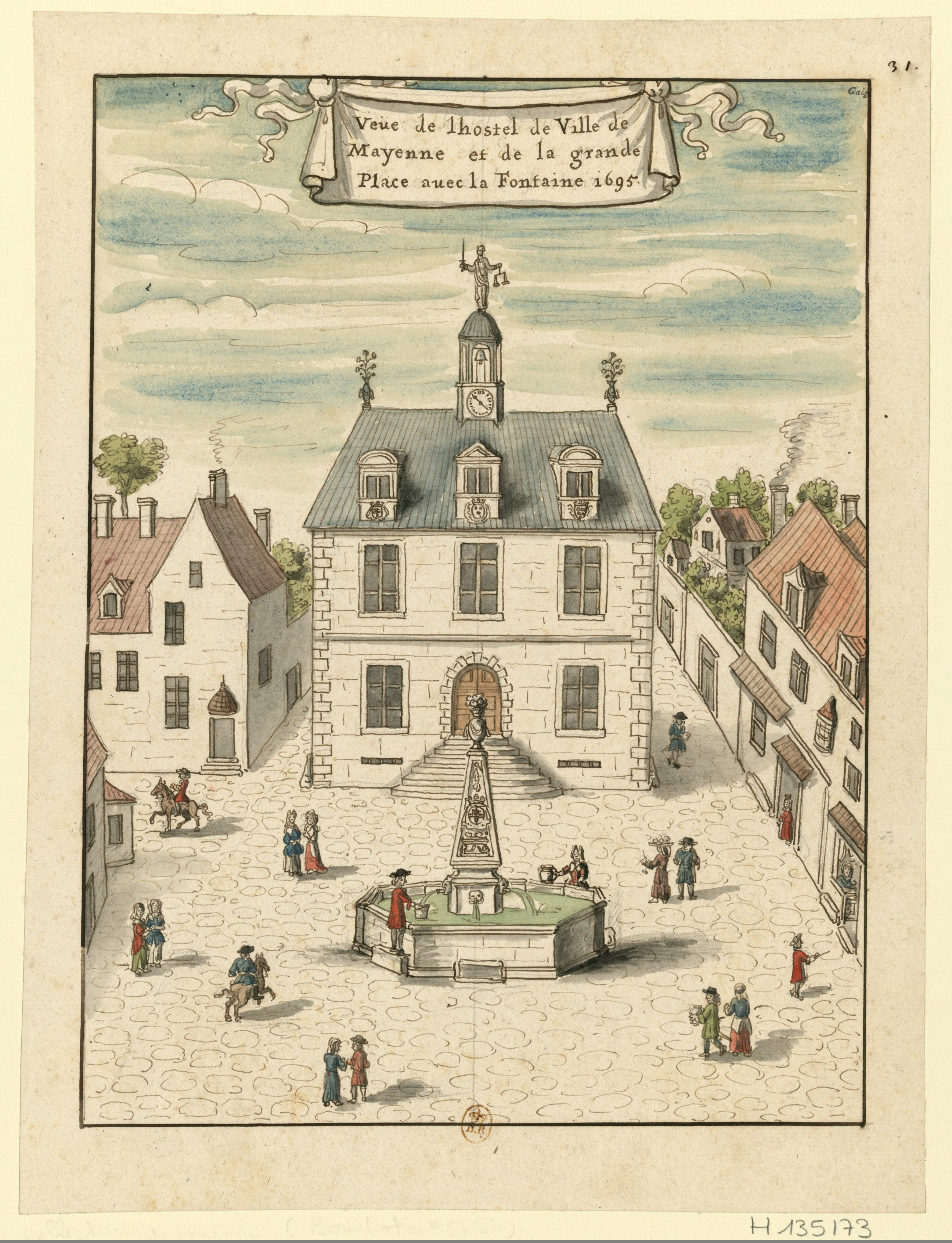
La Barre ducale et la place de Hercé (alors place du Palais), en 1695.

Près de vingt ans se passèrent en pourparlers, tour a tour interrompus, repris, puis abandonnés. Le duc de Mayenne continuait de servir au couvent la rente de 1 900 livres, dans l'espérance de le voir céder sur de nouvelles propositions. Il ne restait qu'à résilier l'échange ; et, dans ce but, une transaction fut rédigée le 18 avril 1678. Le contrat d'échange était annulé et la mense conventuelle reprenait la jouissance de ses biens à la Saint-Jean-Baptiste 1678. Les religieux ratifièrent cet arrangement le 25 mai 1678. La transaction autorisait les moines à se servir du Palais de la justice ducale de
Mayenne et à user de droits dans les nouvelles halles.
« Les religieux pourront faire exercer la justice de Fontaine-Daniel à compter dud. jour Saint-Jean-Baptiste prochain, dans le Palais de la ville de Mayenne et tenir audience les jours de mercredi de chaque semaine, et de relevée seulement, sans préjudicier à tous les droits acquis par feu son Eminence de Messire François Le Veneur, abbé de lad. abbaye.... Lesd. religieux, prieur et coûvent rentreront, aud. jour, dans tous les droits qui leur appartenaient auparavant l'échange, tout ainsi que si le contrat n'avait jamais été fait; et d'autant que les anciennes halles de la ville ont été démolies et transférées dans un autre lieu que celui où elles étaient situées, lors dud. contrat, lesd. sieurs religieux auront pareil droit, dans les halles nouvellement bâties, que celui qu'ils pouvaient avoir dans les anciennes halles. »
Entre Fontaine-Daniel et le duché les difficultés étaient permanentes. Les moines soignaient les intérêts de leur mense et ne perdaient aucune occasion de réclamer leurs droits. De son côté, le seigneur de Mayenne, Armand-Charles de La Porte de La Meilleraye, duc de Mazarin, était procédurier. Un léger malentendu entre eux prenait les proportions d'un grand procès, et la lutte était toujours acharnée.

### XVIIIesiècle

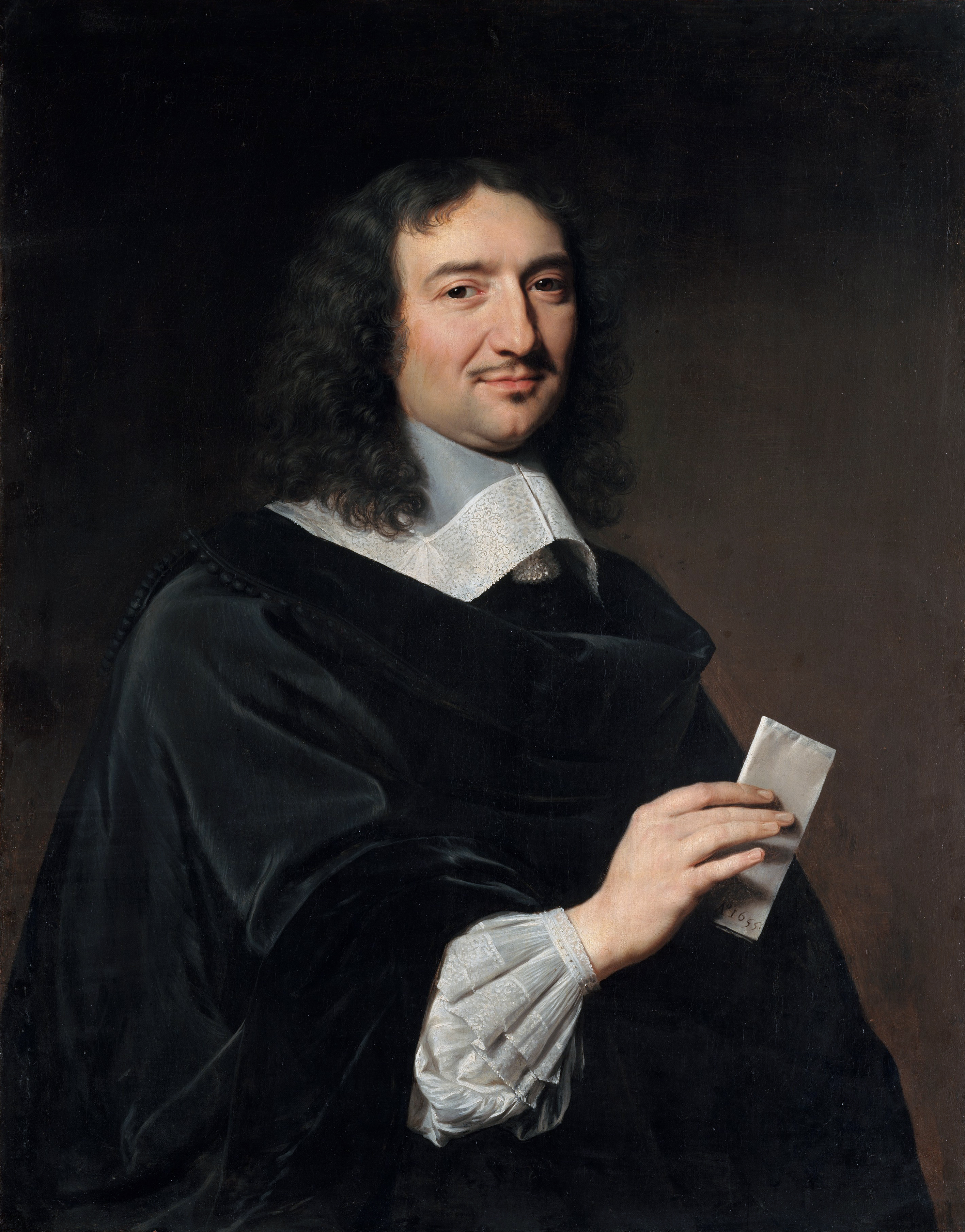
Jean-Baptiste Colbert par Philippe de Champaigne (1655), Metropolitan Museum of Art.

Au XVIIIe siècle, la décadence du monastère s'accentue. S'ils continuent à suivre, au moins en apparence, leur règle, déjà il est vrai fort adoucie, si surtout ils pratiquent plus que jamais le précepte de l'aumône, les moines vivent aussi de plus en plus dans la mollesse et l'oisiveté.
Jean-Baptiste Massillon séjourna à l'abbaye en 1728, en se rendant à l'abbaye de Savigny, que le cardinal Guillaume Dubois lui avait fait donner par le Régent.
« La campagne est fort pauvre et bien peuplée. À l'aide des 88 boisseaux de seigle que l'abbé fournit aux religieux, ils font l'aumône générale tous les vendredis, depuis le 1er janvier jusqu'au 22 juillet, temps de la moisson. Il s'y trouve à l'ordinaire plus de six cents pauvres ; et, dans les temps de disette, plus de douze cents. En outre, les indigents et les enfants des mercenaires, qui ne peuvent par le salaire de leur travail les sustenter, viennent journellement demander leur vie à la porte de l'abbaye. Les malades envoient chercher du vin, du bouillon, de la viande. On n'en refuse aucun »
État de revenus dressé par de Vilque, prieur de Fontaine-Daniel, le 17 octobre 1766

### Relâchement et insubordination
Il avait été question de supprimer la maison. Le bruit courut, au commencement de 1782, que l'abbaye de Fontaine-Daniel allait être supprimée. Michel-René Maupetit. pensa que l'occasion pouvait être propice d'y annexer une partie de ceux de ce monastère.
Les aumônes que les moines continuaient de faire leur attachaient les populations de Saint-Georges, Contest, Saint-Baudelle, et quand la municipalité de Mayenne voulut faire attribuer, en 1780, ces aumônes à l'hôpital général, il y eut de vives protestations dans le pays.
Les moines étaient souvent dans la révolte contre le prieur claustral, par exemple en 1783. Le prieur avait été amené à dresser procès-verbal contre ses frères révoltés ; et la situation était devenue critique. Le 30 avril 1783, les moines insoumis imaginèrent de tenir chapitre, sans l'assistance de leur supérieur, qui fit constater leur infraction à la règle par deux témoins. En définitive les profès restèrent maîtres de la situation. Le prieur claustral François-Joseph Bayard quitta Fontaine-Daniel ; et le prieur Delard, qui le remplaça, fut également sans autorité vis-à-vis de ses religieux indociles. Les moines arrivaient à se soustraire à l'obligation qui leur était imposée de n'avoir rien en propre.
Les sept religieux qui habitaient l'abbaye dans ses dernières années vivaient dans le relâchement.
On reprochait aux moines de Fontaine-Daniel d'oublier les malheureux des paroisses éloignées, où ils possédaient des biens, et de réserver toutes leurs largesses pour ceux de leur entourage. Des mentions des cahiers de doléances, présentés aux États généraux de 1789, font mention de cette exclusion, comme à Saint-Aubin-Fosse-Louvain, Colombiers-du-Plessis, ou encore Hercé.
Le jeu semble avoir été la passion favorite des derniers religieux de Salair. Une salle de billard qu'on construisait n'était pas encore terminée au moment de leur départ. On rapporte qu'au XVIIIe siècle, un prêtre, du nom de Le Brun, qui habitait Saint-Georges, perdit, en jouant aux cartes avec le prieur de Fontaine-Daniel. Les mœurs de quelques moines furent peut-être répréhensibles. Pour Grosse-Duperon, un seul fait est rapporté. Ce témoignage arrive à une époque on voulait voir, que le mal dans tous les couvents, et les racontars les plus saugrenus sur les vilenies, qu'on supposait y être commises, étaient accueillis avec faveur.

### Révolution française
Les religieux de Fontaine-Daniel n'étaient plus que sept en 1789.

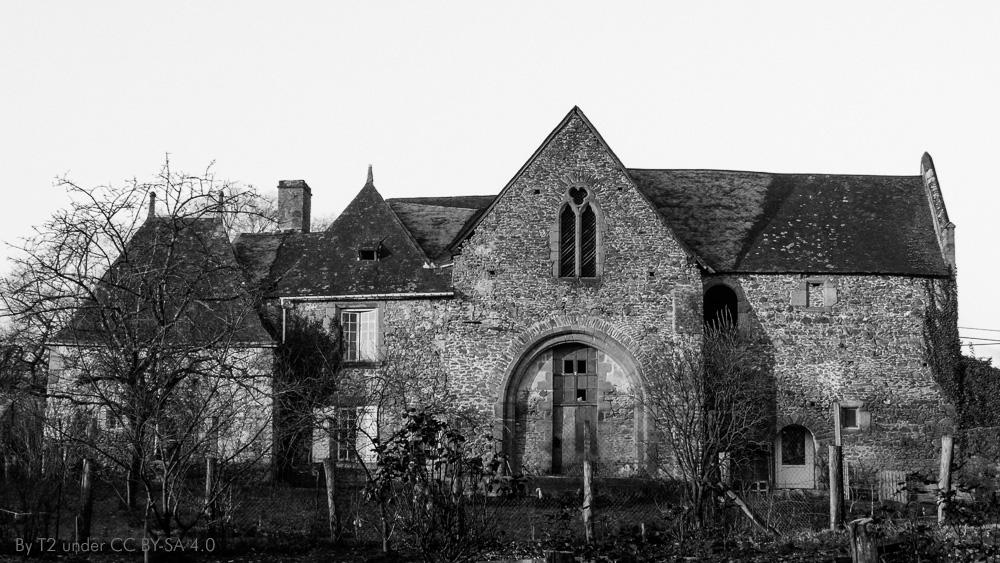
Ferme de Fontaine-Daniel, Mayenne (53), France.

Lorsque la Révolution française vient supprimer leur règle et fermer leur abbaye, les moines auront des parcours différents.
En février 1790, l'Assemblée constituante de 1789 décide l'abolition des vœux monastiques et la suppression des ordres et congrégations régulières autres que d'éducation publique et de charité. Le prieur et les six religieux optèrent avec une sorte d'enthousiasme pour leur sécularisation au mois de mai 1790, et effectuent déclaration devant les officiers municipaux de Saint-Georges-Buttavent.
En mai 1790, précisément à l'époque de la déclaration des moines devant la municipalité de Saint-Georges, le couvent était devenu inhabitable. À la suite de l'augmentation du prix des céréales, la population montrait de l'anxiété ; il courait des bruits d'enlèvement et d'accaparement de grains, qui la rendaient ombrageuse et lui donnaient parfois l'alarme. Les esprits s'échauffèrent, la misère y aidait, et l'on en vint aux voies de fait.
Les voituriers qui transportent les blés sont attaqués, arrêtés, pillés. On met à sac les greniers des châteaux de la Feuillée, en La Bigottière, et de Marigny, en Alexain, et ceux d'un grand nombre de cultivateurs des environs de Mayenne. Des gens sans aveu se concertent avec les bûcherons et les sabotiers de Salair, s'installent avec eux dans la forêt, y construisent des huttes de gazons et de branchages et les entourent de retranchements. Les bûcherons s'emparèrent de la forêt de Salair et résistèrent aux patrouilles qu'on envoya contre eux..
Le district de Mayenne fit parvenir plus tard au Directoire du département ses plaintes pour la diminution de secours qu'avait entraînée la suppression de l'abbaye. Les religieux de Fontaine-Daniel quittèrent l'abbaye vers la fin de 1790, ou le commencement de l'année suivante. Plusieurs vinrent à Mayenne. Nicolas-Jean Gourdin resta seul, comme locataire, au couvent. La disparition des moines de Fontaine-Daniel jeta, dans la détresse les indigents du voisinage de l'abbaye : ceux-ci les regrettèrent profondément.

### La vente par la Nation
La vente, par la Nation, des immeubles de l'abbaye commença dans les premiers mois de 1791. Henri Chenon, géomètre et expert, chargé par le District de Mayenne de donner son avis sur Fontaine-Daniel, essaya d'obtenir qu'on y installât un grand établissement public. Chenon écrivait, dans un autre rapport 
« « Jamais la beauté de l'emplacement, la solidité des bâtiments, la commodité de l'eau et la proximité des bois n'ont mieux convenu pour former un établissement public. » »
. Les efforts de l'expert furent inutiles : le District aliéna tous les biens de Fontaine-Daniel.
En application du décret du 17 juillet 1793, le 30 décembre 1793, les archives de l'abbaye sont détruites par le feu. Elles comprenaient neuf 1 500 pièces et de nombreux registres ont été brûlées à Mayenne, sur la place de l'Égalité, le 30 décembre 1793. Comme clôture de la fête de Marat et de Le Pelletier. Gaignières avait heureusement fait copier ou analyser les principaux titres. Ce cartulaire artificiel (Bib. nat., f. lat., 5.475) a été publié avec un volume d'étude historique sur l'abbaye, par MM. Grosse-Dupéron et Gouvrion (in-8, 1896, Mayenne).
Le juge de paix de Saint-Georges-Buttavent se rend le 18 mai 1794, à l'abbaye pour y apposer les scellés, en exécution de la loi
du 31 octobre 1792. Les moines étaient sans doute considérés comme absents, peut-être suspects d'émigration. Le magistrat cantonal n'y trouva que les objets dont personne n'avait voulu.
L'abbatiale fut vendue nationalement le 16 mai 1791. Les terres de l'abbaye sont acquises aux enchères par une vingtaine d'acheteurs de la région, mais pas l'abbaye qui ne trouvera preneur que le 23 août 1796.

### La filature et le tissage
Lors de la cession suivante de l'abbaye, en 1806, les vendeurs s'obligent à faire démolir l'église à leurs frais, pour en récupérer les pierres de taille. La famille Horem  acquit l'abbaye de seconde main le 21 juillet 1806. L'abbaye devient en 1806 la propriété de Pierre Horem et de Sophie Lewille, veuve de Louis Biarez : ces industriels parisiens du textile convoitaient les vastes locaux de l'abbaye pour y établir une filature. Ils voient tout l'avantage du lieu : la force motrice de l'eau, les vastes locaux de l'abbaye aptes à recevoir la première filature mécanique du département, ainsi que 100 métiers à tisser, et le savoir-faire régional en textile (3/4 de la population). Leur entreprise se développe : 560 ouvriers en 1810 et 760 en 1812. À la mort de Pierre Horem (1828), sa femme Sensitive Armfield (fille de Thomas) dirige seule l'entreprise.
La filature est actionnée en 1832, par une machine à vapeur et occupant 92 ouvriers. Martin Denis prêta alors son concours et établit en 1838 une usine de tissage mécanique, qui employait en 1850 trois cents ouvriers et travaillait 150 000 kil. de coton brut. Le village a école et salle d'asile. Le bois, resté propriété de l'État, a été mis en adjudication le 1er avril 1815 au prix de 182,073 francs.

## Architecture

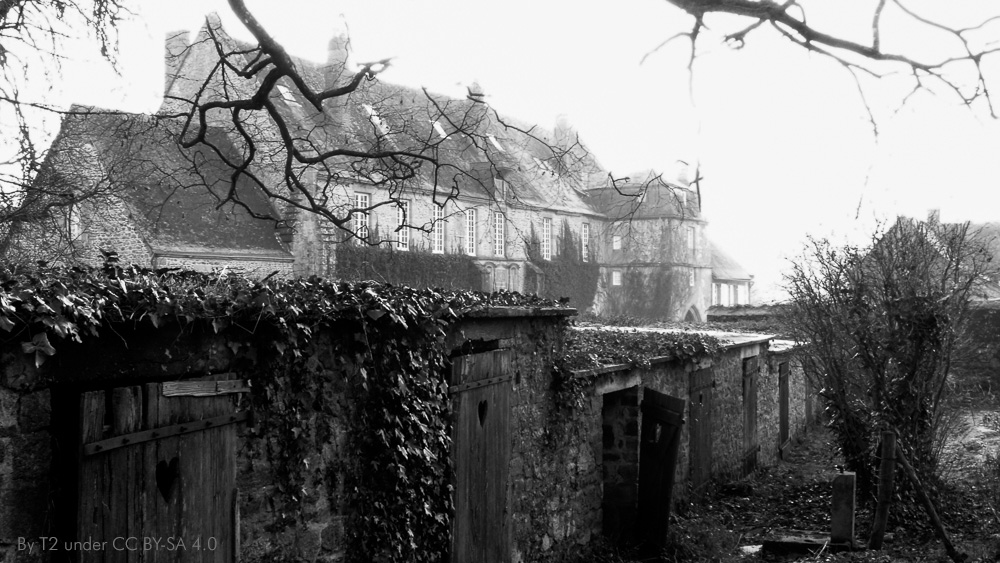
Cabanons et abbaye de Fontaine-Daniel, aile ouest.

L'état actuel des bâtiments et quelques textes descriptifs permettent une restitution de l'abbaye du XIIIe siècle.

### Bâtiments

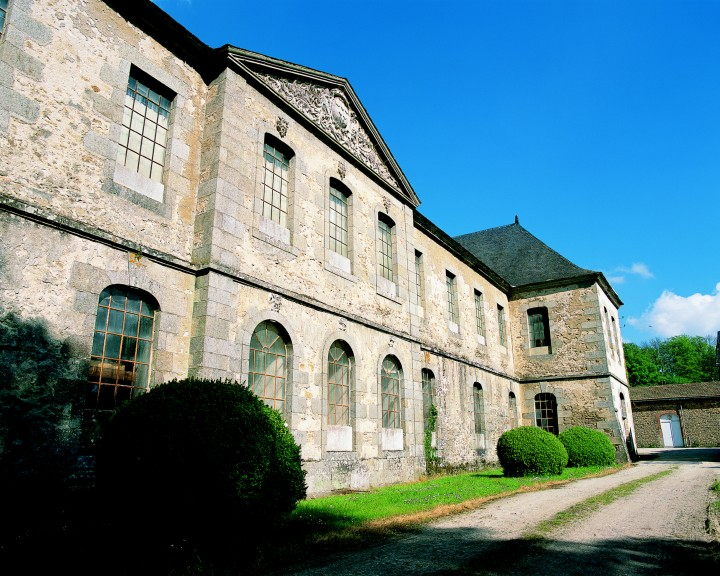
Un Bâtiment de l'usine actuelle

Les bâtiments de l'abbaye représentent son importance à la fois religieuse et féodale partant dans leur partie principale d'une forme d'un vaste quadrilatère composé au nord par la chapelle ou église primitive, à l'est par le logement des moines, au sud par la maison abbatiale, à l'ouest par l'hôtellerie et les magasins, et ayant au centre le cloître avec sa cour, entourés eux-mêmes d'immenses servitudes, le tout précédé d'un porche monumental, ces bâtiments constituaient assurément une des plus belles abbayes de la région.
Les bâtiments entouraient une cour carrée de 40 ou 50 m. de côté : à l'est le couvent, au sud l'abbatiale, à l'ouest l'hôtellerie, les celliers et autres magasins, au nord l'église. Le couvent contenait au rez-de-chaussée la sacristie, la salle capitulaire, le réfectoire ; au-dessus les dortoirs. C'est le bâtiment construit aux frais d'Isabelle de Meulan.
Les trois larges baies, sont conservées. Quoique du XIIIe siècle déjà avancé, elles sont en plein-cintre.
La façade extérieure a été reconstruite en 1745. Le bâtiment du sud, à l'angle duquel étaient les cuisines, était destiné à l'origine aux religieux, plus tard il le fut à l'abbé et par contrat de 1690 au prieur claustral pour lequel on le reconstruisit complètement en 1737.
Le corps de l'ouest contenait de magnifiques celliers, partagés en deux nefs par une rangée de cinq colonnes. L'abbé Angot indique qu'un simple blocage de petites pierres anguleuses noyées dans le ciment, sans enduit, a suffi à l'architecte pour établir les voûtes de cet édifice d'un caractère unique et d'un aspect grandiose. On nomme cette salle les Cacaudières.

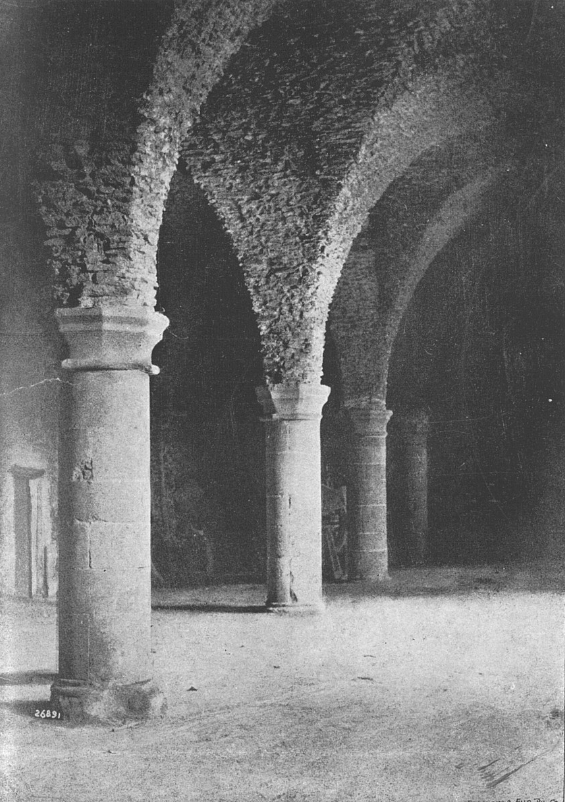
La salle des Cacaudières au XIXe siècle.

Une autre, de construction analogue, séparée des bâtiments claustraux et au nord faisait partie, croît-on, d'un logement à l'usage des seigneurs de Mayenne. Le portail voûté était du même côté. À la fin du XVIIe siècle on y fit aménager quelques pièces pour l'abbé commendataire. Dans les jardins deux bassins de 15 m de diamètre étaient alimentés par des sources.

### L'église

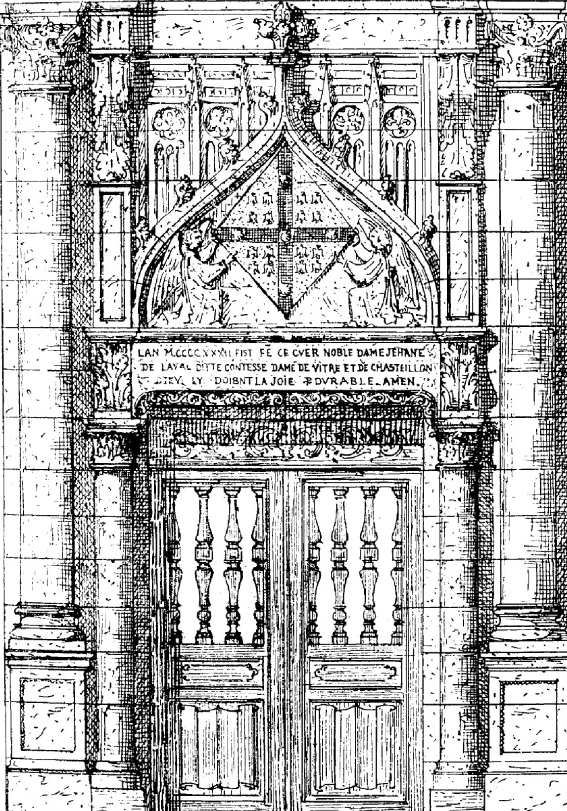
Façade du chœur de l'église de Fontaine-Daniel, Dessin de E. Guillaume d'après celui de la Collection Gaignères (1896).

L'église surtout passait pour une merveille : C'est « la plus belle et la plus vaste de la province après la cathédrale », écrit-on en 1766 : à l'extérieur sa porte surmontée d'un écusson aux armes des Laval avec inscription au-dessous. Au-dessous de ces armoiries et sur un linteau, on lisait l'inscription figurée qui suit :
« 
L'AN M.CCCC.XXXII FIST FE CE CVER
NOBLE DAME JEHANE DE LAVAL DITTE CONTESSE
DAME DE VITRE ET DE CHASTEILLON
DIEV LY DOIBNT LA JOIE PDVRABLE. AMEN.
 »
L'église, au nord du cloître, avait la forme d'une croix, son chevet à l'orient, une nef, avec bas-côtés, un chœur entouré de sept chapelles et une tour sur la croisée, qui se terminait par une haute flèche. Il ne reste de cet édifice que les murailles sud de la nef, qui fermaient le cloître de ce côté. Elle occupait le côté nord, orientée à l'est, et n'avait pas moins de 60 m. de long. Elle avait sans doute primitivement dans les deux transepts des chapelles parallèles au chœur ; mais Anne de Laval fit reconstruire le chœur et y ajouta en 1431 sept chapelles rayonnantes.
Jeanne de Laval-Tinténiac, mère de la comtesse, fit clore le chœur par une sorte de jubé. Il y avait en dehors du déambulatoire, quatre autels dans le transept et deux adossés aux piliers à l'entrée du chœur, la plupart entièrement délabrés en 1780.
Dans le chœur ou la nef étaient : le tombeau de Juhel III de Mayenne que Pierre-François Davelu a vu encore vers 1775 « tout en cuivre doré, élevé de deux à trois pieds, avec l'épitaphe et l'effigie du seigneur ». Le tombeau de Juhel III, qui occupait le milieu du sanctuaire, fut enlevé en 1784, et une plaque commémorative en marbre, appuyée à l'un des piliers de la croisée de l'église, rappelait seulement le fondateur. Dix blasons ornaient les faces du monument funéraire, deux en tête, deux en pied et trois de chaque côté. On y remarquait les armes de Mayenne ; de Craon : « lozangé d'or et de gueules » ; d'Avaugour : « d'argent, au chef de gueules » ; de la Guerche : « de gueules, à 2 léopards d'or, l'un sur l'autre ».
On y trouvait aussi le tombeau de Jean Courtin, les pierres tombales de Guillaume du Verger et de Pierre Bardoul, chargés d'inscriptions. On y trouve les  imposantes pierres tombales de plusieurs anciens abbés ainsi que sept chapelles construites autour de la nef à différentes époques par les plus grandes et les plus illustres familles du pays, telles que les d'Avaugour et les des Vaux, et où les membres de ces familles avaient droit de sépulture.
Dans la chapelle du chevet, une grande verrière allégorique représentait la Vierge au-dessus de deux vasques débordantes, et en bas saint Bernard et un de ses disciples présenté par saint Pierre.
Les experts qui firent la visite de l'église le 25 février 1790 ne remarquèrent malheureusement que les objets susceptibles d'être vendus. L'argenterie fut livrée le 2 mai 1790 par les derniers moines, « comme témoignage de leur patriotisme, » pesait 92 marcs.
Les stalles ont orné jusqu'en 1868 l'église Notre-Dame-des-Miracles de Mayenne.
L'orgue, « un seize pieds », construit en 1784 par Claude Parisot, fut adjugé en 1792. L'église ne fut détruite qu'en 1806 par les premiers acquéreurs pour en enlever les matériaux utiles. On laissa les murailles à la hauteur d'un mur de clôture.

#### Le retable
Le 4 février 1665, frère François Boulain, religieux de Fontaine-Daniel, « personataire de Saint-Aubin de Fontenay-le-Pénel », fit marché avec François Langlois, architecte, pour la construction d'un grand autel qui devait avoir 46 pieds de haut et toute la largeur de l'espace compris entre les deux piliers.
L'œuvre devait être importante si l'on en juge par ses dimensions. Trois rangs étagés de huit, six et deux colonnes de marbre rouge et noir, et un grand nombre de « pièces de marbre » incrustées dans le tuffeau décoraient ce haut retable d'une riche architecture.
Jacques Amiot, commandeur de Quittay, posa le 9 juillet 1665, la première pierre de cet autel monumental.

## Filiation et dépendances
Fontaine-Daniel est fille de l'abbaye de Clairvaux.

## Terriers, propriétés, revenus, dépendances

### Réville
La baronnie de Réville appartenait à l'abbaye de Fontaine-Daniel qui possédait le premier fief noble de cette commune.
L'abbaye de Fontaine-Daniel fit du manoir seigneurial de Réville, que Juhel III de Mayenne lui avait donné en 1207, un prieuré, occupé à l'origine par deux ou trois moines. Un seul y resta ensuite, et il en fut ainsi jusqu'au partage de 1608, qui forma des biens de l'abbaye deux menses et mit Réville dans celle de l'abbé commendataire de Fontaine-Daniel.
L'abbaye qui possédait le premier fief noble de cette commune, ainsi qu'on le voit dans un aveu rendu au roi le 1er septembre 1517. Cet aveu renferme un passage ainsi conçu : Sous la souveraineté du roi notre sire, en son duché de Normandie, nous humbles religieux et couvent de l'abbaye et monastère de N.-D. de Fontaine-Daniel de l'ordre de Citeaux, confessons et avouons tenir un fief ou membre de fief Haubert, franchement et noblement à gage pleige, cour et usage, situé et assis en la vicomté de Valognes, dont le chef est assis en la paroisse de Réville et s'étend aussi dans celles d'Anneville-en-Saire, Gatteville, Tocqueville et environs et eu icelui fief avons hommes, hommages, etc., et avons manoir, maison, chapelle en icelui, et domaine y attenant, contenant dix à douze vergées de terre, tant en jardin, pré, que terre secque, au dit lieu de Réville, lequel manoir est fort caduc, à l'occasion des anciennes guerres ; et à cause de notre fief, avons droit de gravage, etc.

### Libéralités
Un grand nombre d'autres seigneurs firent en même temps des libéralités à l'abbaye.

### Églises données à l'abbaye
- Église Saint-Aubin de Fontenay-le-Pesnel, en 1206[124] par Juhel III de Mayenne, patron de l'église, qui en a donné le patronage[125].

### Patrimoine fluvial dépendant de l'abbaye
D'après une charte de Jean de Faye, archevêque de Tours, reproduisant et confirmant une autre charte d'Hamelin, évêque du Mans, en faveur de l'abbaye de Fontaine-Daniel, Thibault Ier de Mathefelon donna à ce monastère la quatrième partie des droits de passage de son fief du Pont de Laval, dit de Mayenne, et un homme dépendant de cette seigneurie (in eadem villa).
Les religieux possédaient la Mayennedepuis le Pont-Landry, ou du moins à partir du Carrefour des eaux, jusqu'à leur moulin de Grenoux, en Moulay. Quelques fiefs et des droits de pèche abandonnés par eux au seigneur de l'Isle du Gast, le long de ses domaines dans les paroisses de Saint-Fraimbault-de-Prières et de Saint-Loup-du-Gast, relevaient de l'abbaye ; et les possesseurs de la seigneurie de l'Isle ne méconnaissaient pas leurs devoirs de vassalité. Les droits du couvent avaient même été formellement reconnus en 1420.

## Sépulture
- Juhel III de Mayenne
- Thomasse de La Guerche, épouse d'André III de Vitré

## Cartulaire
Le cartulaire de l'Abbaye de Fontaine-Daniel est une source de renseignements sur les anciennes familles nobles de la contrée dont Mayenne est le centre en même temps que sur le passé des terres comprises dans la mouvance de l'abbaye.
Le cartulaire est précieux car les archives du monastère ont été entièrement détruites par la Révolution française. Restée manuscrite dans le fonds Gaignières de la Bibliothèque nationale de France, cette collection de chartes ou d'extraits de chartes était peu accessible. Elle est publiée au XIXe siècle par Grosse-Dupéron selon les règles dans l'ordre chronologique et avec une table alphabétique à la fin. Pour l'abbé Angot, par son manque d'exactitude, Gilles Ménage a induit en erreur pour certaines dates les éditeurs du Cartulaire de Fontaine-Daniel.